# La Merced (Junín)
La Merced è una città del Perù centrale, nella regione di Junín, ed è il capoluogo della Provincia di Chanchamayo.
La Merced sorge a circa 751 metri sul livello del mare, 75 km a est di Huancayo e 220 km a nord est di Lima; la capitale è però collegata da un percorso stradale di circa 305 km. La città si trova sulla riva occidentale del fiume Chanchamayo che poi diventa il fiume Perené ed è un affluente del Rio delle Amazzoni.

## Storia
La città fu fondata dopo la guerra del Pacifico nel 1884 da un gruppo di immigrati italiani, guidata da José Manuel Pereira. In precedenza, avevano tentato di colonizzare altri luoghi della valle di Chanchamayo, ma vennero respinti dagli autoctoni Asháninka.

Nella piazza principale sorge una chiesa dedicata alla Madonna della Mercede, patrona della città.

## Economia
Le attività principali a La Merced sono la coltivazione di prodotti come tè, caffè, cacao, frutta, come papaia, arance, manioca, avocado, ananas e frutti della passione e l'estrazione di essenze pregiate